# Léon Pickers
Léon Pickers (Etterbeek, 27 luglio 1937 – Bruxelles, 25 febbraio 1968) è stato un pallanuotista belga, che ha disputato le Olimpiadi di Roma 1960 e di Tokyo 1964, gareggiando nel torneo di pallanuoto.